# Palazzo Spinelli di Cariati

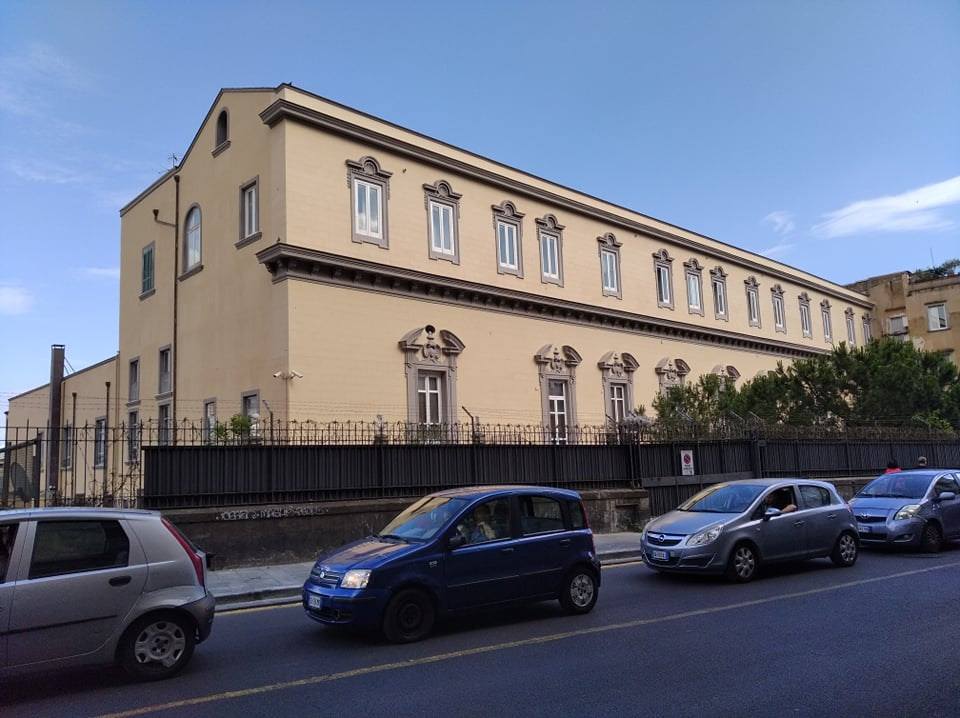
Palazzo Spinelli di Cariati in Neapel

Der Palazzo Spinelli di Cariati (bekannter als Palazzo Cariati) ist ein Palast aus dem 16. Jahrhundert im Viertel Quartieri Spagnoli im Zentrum Neapels in der italienischen Region Kampanien. Er liegt am Corso Vittorio Emanuele, 581, zur Piazzetta Cariati hin.

## Geschichte und Beschreibung
Der Palast aus dem 16. Jahrhundert ist ein Beispiel profaner Architektur der Renaissance in Neapel. Er wurde auf einem Grundstück errichtet, das ursprünglich der Kartause San Martino gehörte. 1769 ließ der Herzog Giovanni Battista Spinelli di Cariati das Gebäude umbauen und erweitern; er ließ einen Flügel und eine Terrasse mit breitem Balkon hinzufügen, die mit Marmorbüsten der Familie Spinelli verziert wurde.
Später verfiel der Palast, bis ihn 1921 die Jesuiten kauften und mit der Restaurierung den Architekten Guido Milone betrauten. Seit 1922 ist er der Sitz des Istituto Scolastico Giovanni Pontano.
Im Obergeschoss gibt es Fresken, Böden mit Majolikafliesen und Bildwirkereien.